# Bayard Rustin
Bayard Rustin (Chester, Pensilvania, 17 de marzo de 1912 - Nueva York, 24 de agosto de 1987) fue un activista estadounidense por los derechos civiles, que trabajó intensamente en el Movimiento por los Derechos Civiles de los años 60, y principal organizador de la marcha sobre Washington, de 1963. Fue quien asesoró a Martin Luther King, Jr. sobre las técnicas de la resistencia no violenta. Rustin era abiertamente gay y abogó por la causa de los derechos para gais y lesbianas hasta el final de su carrera.
Un año antes de su muerte en 1987, Rustin dijo: "El barómetro para saber cómo se está respecto a los derechos humanos no es la comunidad negra, es la comunidad gay. Porque es la comunidad que más fácilmente es maltratada".

## Comienzos
Rustin nació en Chester, Pensilvania. Creció con sus abuelos maternos. La abuela de Rustin, Julia, era cuáquera, también era miembro de la asociación National Association for the Advancement of Colored People (NAACP) y fundadora de una guardería para niños negros en Chester. Los líderes de la NAACP, W.E.B. Du Bois y James Weldon Johnson eran frecuentemente invitados en casa de la familia Rustin. Con estas influencias en su infancia, Rustin luchó contra la discriminación racial impuesta mediante las leyes Jim Crow en su juventud.
En 1932, Rustin ingresó en la Wilberforce University, pero abandonó en 1936 antes de licenciarse. En 1936 se incorporó a al Joven Liga Comunista. Rustin se mudó a Harlem en 1937 y comenzó a estudiar en el City College of New York. Allí luchó para liberar a los nueve jóvenes negros llamados los Scottsboro Boys, que eran acusados falsamente de violación a dos mujeres blancas.

## Carrera política
El Partido Comunista de Estados Unidos (CPUSA), era originariamente un movimiento de apoyo a los derechos civiles, pero en 1941, tras la invasión de la Unión Soviética por parte de Alemania, Iósif Stalin ordenó al CPUSA abandonar la lucha por los derechos civiles por apoyar la entrada de Estados Unidos en la Segunda Guerra Mundial. Desilusionado por esta traición, Rustin abandonó a los comunistas y empezó a trabajar con el grupo antibélico La Hermandad para la Reconciliación, de A. Philip Randolph.
Comenzaron a planear una marcha sobre Washington para protestar contra la discriminación racial en las fuerzas armadas, pero la marcha fue cancelada porque el presidente Franklin D. Roosevelt puso fin a la discriminación en las industrias bélicas. Rustin pasó dos años y medio en la cárcel como objetor de conciencia durante la Segunda Guerra Mundial y luchó en California en la defensa de los derechos de los norteamericanos de ascendencia japonesa, confinados en campos de internamiento.

## Influencia en el movimiento por los derechos civiles

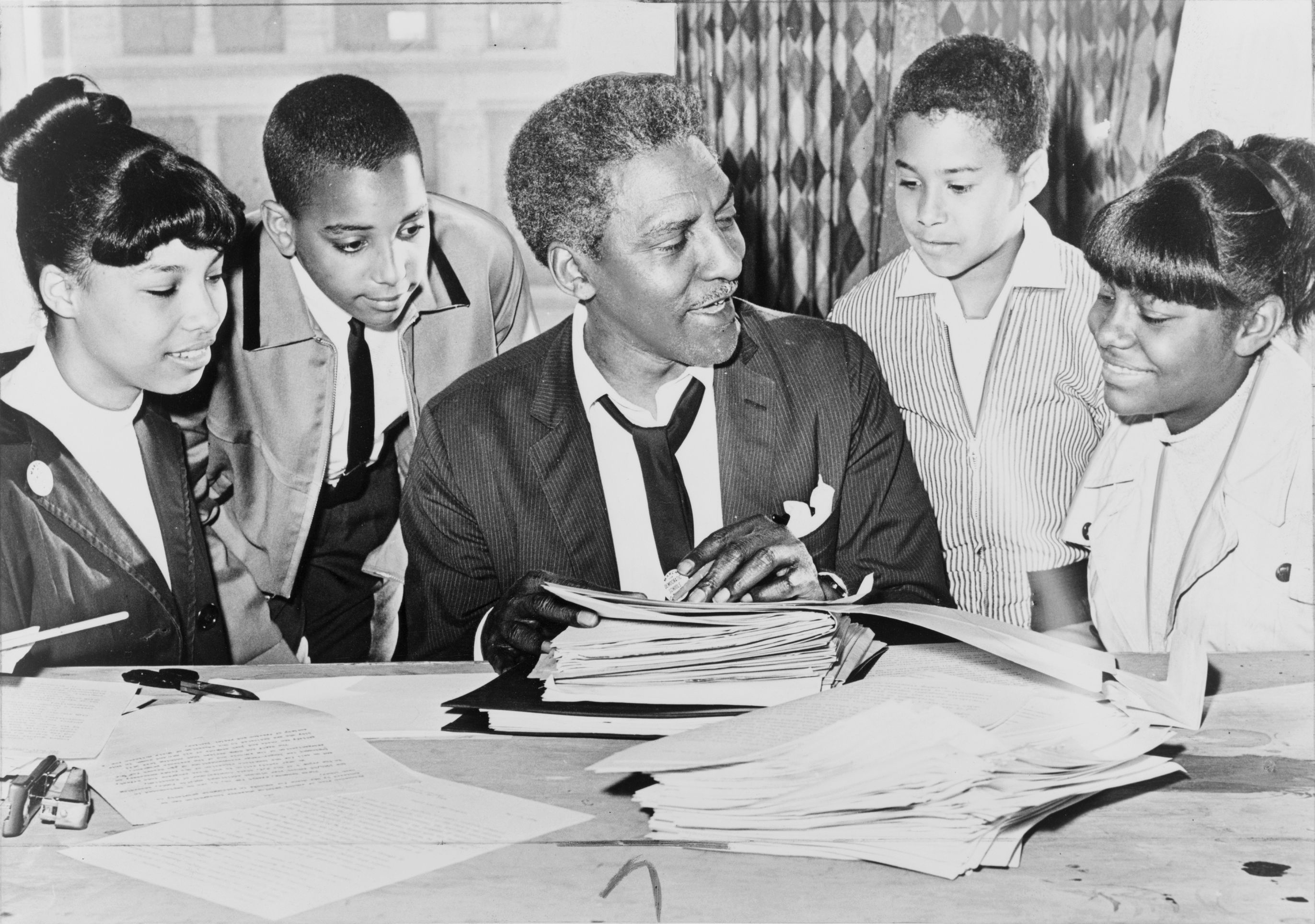
Rustin habla con activistas de derechos civiles antes de una manifestación, 1964

En 1947 organizó en Carolina del Norte los primeros viajes por la libertad para protestar contra la segregación en los autobuses. Fue arrestado y pasó varias semanas en la cárcel, haciendo trabajos forzados como miembro de una cadena de presidiarios. En total fue arrestado por sus actividades pacifistas más de veinte veces a lo largo de su vida. Pero en 1953, Rustin fue arrestado en Pasadena, California, por otro motivo, el cual no era otro que una acusación de  "perversión sexual" por lo que cumplió 60 días en la cárcel. Era la primera vez que su homosexualidad era de dominio público.
En 1948, Rustin viajó a la India para aprender directamente de Gandhi, justo antes de que éste muriera aquel año. Entre 1947 y 1952, Rustin con líderes de Ghana y Nigeria formó un comité de apoyo a la resistencia en Sudáfrica. 
Rustin asesoró en 1956 a Martin Luther King Jr., sobre la aplicación de las técnicas de Gandhi, para boicotear el transporte público en Montgomery, Alabama. Al año siguiente, Rustin y King comenzaron a organizar la Southern Christian Leadership Conference (SCLC). Muchos líderes afroamericanos sabían de la orientación sexual de Rustin y de su militancia comunista en el pasado.
En aquella situación, en 1963, el senador por Carolina del Sur, Strom Thurmond habló durante tres cuartos de hora en el Senado sobre Rustin atacándole diciendo que era un "comunista, prófugo y homosexual" y presentó una fotografía del FBI donde Rustin hablaba a King mientras éste estaba en el baño, indicando que entre los dos existía un relación homosexual. Ambos negaron tal relación, y se publicó una declaración de los líderes de los derechos civiles de apoyo a Rustin.
Más adelante luchó contra la guerra de Vietnam, y siguió luchando por otras causas sociales entre las que destacó en particular la causa de los derechos civiles de gais y lesbianas.
Rustin murió el 24 de agosto de 1987, de una apendicitis. Le sobrevivió su pareja desde 1977 Walter Naegle.